# Woughton on the Green
Woughton on the Green – osada i civil parish w Anglii, w Buckinghamshire, w dystrykcie (unitary authority) Milton Keynes. W 2011 civil parish liczyła 13774 mieszkańców.